# Don Quixote (Strauss)
Don Quixote, Phantastische Variationen über ein Thema ritterlichen Charakters op. 35, ist eine Tondichtung von Richard Strauss für Solocello, Solobratsche und großes Orchester. Sie basiert auf dem Roman Don Quijote de la Mancha des spanischen Autors Miguel de Cervantes. Sie ist in Form einer Sinfonia concertante komponiert, mit einem Solocello, das die Figur des Don Quijote repräsentiert, sowie Bratschen-, Tenortuben- und Bassklarinetten-Solisten, die Sancho Pansa darstellen.
Strauss komponierte das Werk 1897 in München.
Die Uraufführung fand am 8. März 1898 im Kölner Gürzenich statt. Es dirigierte Franz Wüllner.
Die Partitur enthält ursprünglich kein Programm, doch hat der Komponist zu den einzelnen Abschnitten des Werks nachträglich kurze programmatische Erläuterungen zum besseren Verständnis verfasst.
Die zweite Variation schildert eine Episode, in der Don Quijote einer Schafherde begegnet und sie für eine herannahende Armee hält. Strauss setzt dissonantes Flatterzungenspiel ein, um das Blöken der Schafe nachzuahmen. Dies ist eines der ersten Vorkommen dieser Spieltechnik.

## Instrumentation
Das Werk ist wie folgt besetzt: Piccoloflöte, 2 Flöten, 2 Oboen, Englischhorn, 2 Klarinetten in B (2. auch in Es), Bassklarinette, 3 Fagotte, Kontrafagott, 6 Hörner in F, 3 Trompeten in D, 3 Posaunen, Tenortuba (Euphonium) in B, Basstuba, Pauken, Triangel, große Trommel, Becken, kleine Trommel, Tamburin, Windmaschine, Harfe und Streicher.

## Sätze
1. Introduktion: Mäßiges Zeitmaß – Don Quichotte verliert über der Lektüre der Ritterromane seinen Verstand und beschließt, selbst fahrender Ritter zu werden
2. Thema. Mäßig – Don Quichotte, der Ritter von der traurigen Gestalt
3. Maggiore –  Sancho Pansa
4. Variation I: Gemächlich – Abenteuer an den Windmühlen
5. Variation II: Kriegerisch – Der siegreiche Kampf gegen das Heer des großen Kaisers Alifanfaron
6. Variation III: Mäßiges Zeitmaß – Gespräch zwischen Ritter und Knappen
7. Variation IV: Etwas breiter – Unglückliches Abenteuer mit einer Prozession von Büßern
8. Variation V: Sehr langsam – Die Waffenwache
9. Variation VI: Schnell – Begegnung mit Dulzinea
10. Variation VII: Ein wenig ruhiger als vorher – Der Ritt durch die Luft
11. Variation VIII: Gemächlich – Die unglückliche Fahrt auf dem venezianischen Nachen
12. Variation IX: Schnell und stürmisch – Kampf gegen vermeintliche Zauberer
13. Variation X: Viel breiter – Zweikampf mit dem Ritter vom blanken Mond
14. Finale: Sehr ruhig – Wieder zur Besinnung gekommen